# ウィリアム・H・ニコルズ賞
ウィリアム・H・ニコルズ賞（ウィリアム・H・ニコルズしょう、William H. Nichols Medal）はアメリカ化学会によって1903年以来授与されている化学の賞。アメリカ合衆国の化学者で実業家のウィリアム・H・ニコルズの功績を讃えて創設された。賞金は5000ドル。

## 受賞者
- 1903年 Edward B. Voorhees
- 1905年 Charles L. Parsons
- 1906年 Marston T. Bogert
- 1907年 Howard B. Bishop
- 1908年 William Hultz Walker
- 1909年 H. H. C. P. Weber
- 1909年 William A. Noyes
- 1910年 レオ・ベークランド
- 1911年 C. W. Easley
- 1911年 M. A. Rosanof
- 1912年 Charles James
- 1914年 Moses Gomberg
- 1915年 アーヴィング・ラングミュア
- 1916年 Claude Hudson
- 1918年 Treat Baldwin Johnson
- 1920年 アーヴィング・ラングミュア
- 1921年 ギルバート・ルイス
- 1923年 トマス・ミジリー
- 1924年 チャールズ・クラウス
- 1925年 E. C. Franklin
- 1926年 Samuel C. Lind
- 1927年 Roger Adams
- 1928年 ヒュー・テイラー
- 1929年 William L. Evans
- 1930年 Samuel E. Sheppard
- 1931年 John A. Wilson
- 1932年 ジェイムス・コナント
- 1934年 Henry Clapp Sherman
- 1935年 Julius Nieuwland
- 1936年 William M. Clark
- 1937年 Frank C. Whitmore
- 1938年 フィーバス・レヴィーン
- 1939年 Joel H. Hildebrand
- 1940年 John M. Nelson
- 1941年 ライナス・ポーリング
- 1942年 Duncan A. MacInnes
- 1943年 Arthur B. Lamb
- 1944年 Carl S. Marvel
- 1945年 Vincent du Vigneaud
- 1946年 ウェンデル・スタンリー
- 1947年 George Kistiakowsky
- 1948年 グレン・シーボーグ
- 1949年 Izaak Kolthoff
- 1950年 Oskar Wintersteiner
- 1951年 ヘンリー・アイリング
- 1952年 Frank Spedding
- 1953年 Reynold C. Fuson
- 1954年 Charles Phelps Smyth
- 1955年 Wendell Mitchell Latimer
- 1956年 ロバート・バーンズ・ウッドワード
- 1957年 ルイス・ハメット
- 1958年 メルヴィン・カルヴィン
- 1959年 ハーバート・ブラウン
- 1960年 Herman Francis Mark
- 1961年 ピーター・デバイ
- 1962年 ポール・フローリー
- 1963年 ルイス・フィーザー
- 1964年 アーサー・コープ
- 1965年 H. E. Carter|Herbert E. Carter
- 1966年 Frederick D. Rossini
- 1967年 Karl Folkers
- 1968年 William Summer Johnson
- 1969年 マーシャル・ニーレンバーグ
- 1970年 ブリトン・チャンス
- 1971年 ヘンリー・タウベ
- 1972年 ジョン・D・ロバーツ
- 1973年 ロバート・メリフィールド
- 1974年 Harold A. Scheraga
- 1975年 フランク・アルバート・コットン
- 1976年 Paul Doughty Bartlett
- 1977年 イライアス・コーリー
- 1978年 Frank Alden Bovey
- 1979年 Choh Hao Li
- 1980年 ギルバート・ストーク
- 1981年 ロアルド・ホフマン
- 1982年 Frank H. Westheimer
- 1983年 Neil Bartlett
- 1984年 Fred McLafferty
- 1985年 Jerome A. Berson
- 1986年 Michael J. S. Dewar
- 1987年 Kurt Mislow
- 1988年 Ralph F. Hirschmann
- 1989年 Ronald Breslow
- 1990年 John D. Baldeschwieler
- 1991年 J. Calvin Giddings
- 1992年 中西香爾
- 1993年 リチャード・スモーリー
- 1994年 Peter B. Dervan
- 1995年 スティーブン・リパード
- 1996年 キリアコス・コスタ・ニコラウ
- 1997年 ジャクリン・バートン
- 1998年 アハメッド・ズウェイル
- 1999年 サミュエル・ダニシェフスキー
- 2000年 バリー・トロスト
- 2001年 スチュアート・シュライバー
- 2002年 アラン・マクダイアミッド
- 2003年 ハリー・グレイ
- 2004年 アラン・バード
- 2005年 リチャード・ゼア
- 2006年 バリー・シャープレス
- 2007年 Nicholas Turro
- 2008年 Nadrian C. Seeman
- 2009年 キャロライン・ベルトッツィ
- 2010年 トビン・マークス
- 2011年 Julius Rebek, Jr.
- 2012年 Alan G. Marshall
- 2013年 Richard Eisenberg
- 2014年 Amos B. Smith, III
- 2015年 ガボール・ソモライ
- 2016年 ステファン・バックワルド
- 2017年 チャド・マーキン
- 2018年 Debra R. Rolison
- 2019年 Vicki Grassian
- 2020年 クリストフ・マテャシェフスキー
- 2022年 Alison Butler
- 2023年 Karen I. Goldberg
- 2024年 Emily Carter
- 2025年 ベンジャミン・クラヴァット

## 参照
- “Nichols Medalists”. American Chemical Society, New York Section. 2016年1月29日閲覧。